# Romit
Romit ist eine osttimoresische Aldeia. Sie liegt im Norden des Sucos Becora (Verwaltungsamt Cristo Rei, Gemeinde Dili). 2015 hatte Romit eine Einwohnerzahl von 709.
Romit befindet sich im nördlichen des dreigeteilten Territoriums Becoras und liegt dort im Westen zwischen der Avenida de Becora und der Rua de Becussi. Nördlich grenzt Romit an die Aldeia Au-Hun und östlich und südlich an die Aldeia Becusi Craic. Westlich des Flussbetts des Bemori, ein Quellfluss des Mota Claran, liegen die Sucos Culu Hun und Lahane Oriental. Die Flüsse führen nur in der Regenzeit Wasser.
Im Osten von Au-Hun steht die Capela Santo Antonio Aimutin Hun.